# الاتحاد الأوروبي لألعاب القوى
الاتحاد الأوروبي لألعاب القوى (بالإنجليزية: European Athletics Association)‏ ، منظمة رياضية معنية بتنظيم البطولات الدولية الخاصة برياضة ألعاب القوى في قارة أوروبا ، يبلغ عدد الاتحادات الرياضية لألعاب القوى المنضمة للاتحاد الأوروبي لألعاب القوى 51 اتحاد، يُعتبر الاتحاد الأوروبي لألعاب القوى أحد الاتحادات الستة التي تتبع الاتحاد الدولي لألعاب القوى ، يقع مقر الاتحاد في مدينة لوزان السويسرية ، رئيس الاتحاد هو النرويجي سفين آرني هانسين الرئيس السابق للاتحاد النرويجي لألعاب القوى والذي أصبح رئيساً للاتحاد الأوروبي لألعاب القوى خلال عام 2015 ، تشكل الاتحاد الأوروبي لألعاب القوى في 31 أكتوبر سنة 1969 .

## الدول الأعضاء
| - ألبانيا - إنجلترا - إسبانيا - ألمانيا - إيطاليا - فرنسا - البرتغال - روسيا - أوكرانيا - هولندا - جبل طارق - ليختنشتاين - رومانيا | - اليونان - تركيا - بلجيكا - الدنمارك - بلغاريا - سويسرا - النمسا - قبرص - إسرائيل - كرواتيا - مالطا - إستونيا - أندورا | - جمهورية التشيك - بيلاروسيا - السويد - بولندا - النرويج - صربيا - بلغاريا - سلوفاكيا - المجر - فنلندا - إيرلندا الشمالية - لوكسمبورغ - سان مرينو | - جورجيا - البوسنة والهرسك - إيرلندا - مولدوفا - ليتوانيا - سلوفينيا - أذربيجان - لاتفيا - مقدونيا - آيسلندا - أرمينيا - جزر فارو |